# 311 (banda)
311 (pronuncia-se "three eleven") é uma banda formada em 1988 de Omaha, Nebraska. Sua estrutura musical incorpora uma variedade de estilos musicais que inclui o rock alternativo, rap metal, rap rock, nu metal, funk rock, ska punk e reggae.
311 é o número do artigo para atentado ao pudor no código penal de Nebraska, nos Estados Unidos. O número se tornou o nome da banda depois de o baixista Aaron “P-Nut” Wills ter sido detido pela polícia andando nu na rua e, claro, indiciado por atentado ao pudor. Os outros membros da banda acharam a história divertida e resolveram batizar o grupo com o número do tal artigo.
É considerada uma das primeiras bandas a influenciar o nu metal. Dentre os seus principais hits, estão as músicas "Down", "All Mixed up", "Feel So Good", "Transistor", "Beautiful Disaster", "Prisoner", "Come Original", "Amber", "Eons", "Flowing", "I'll be here Awhile", "Creatures (for a while)" e uma versão para "Love Song", do The Cure, para o filme "50 First Dates (Como se fosse a primeira vez)".

## Discografia

### Álbuns de estúdio
- Dammit! (1990)
- Unity (1991)
- Hydroponic  (1992)
- Music (1993)
- Grassroots (1994)
- 311 (1995)
- Transistor (1997)
- Soundsystem (1999)
- From Chaos (2001)
- Evolver (2003)
- Don't Tread on Me (2005)
- Uplifter (2009)
- Universal Pulse (2011)
- Stereolithic (2014)
- Mosaic (2017)
- Voyager (2019)

## Membros
- Nick Hexum - vocal, guitarra (1989 - presente)
- Doug "SA" Martinez - vocal, DJ (1992 - presente)
- Tim Mahoney - guitarra (1991 - presente)
- Aaron "P-Nut" Wills - baixo (1989 - presente)
- Chad Sexton - bateria (1989 - presente)